# ۴-مالیلاستو استات
۴-مالیلاستو استات (به انگلیسی: 4-Maleylacetoacetate) کتواسید با فرمول شیمیایی C8H8O6 یک ترکیب شیمیایی با شناسه پاب‌کم 22386 است. که جرم مولی آن ۲۰۰٫۱۴۶ گرم بر مول می‌باشد. 